# Radiator Springs Racers
Radiator Springs Racers es una atracción simulada de paseo oscuro tipo auto tragaperras en Cars Land en Disney California Adventure. La atracción cuenta con una versión de tercera generación de tecnología de transporte desarrollada originalmente para la atracción Test Track en Epcot en Walt Disney World. Radiator Springs Racers esta temática en el mundo ficticio de Disney Cars de Pixar. Con un costo de más de $200 millones, la atracción es la más cara en Disneyland Resort y una de las atracciones de parques temáticos más caras del mundo. Representó alrededor del 18% del costo total de la expansión de $1.1 mil millones de Disney California Adventure Park. La atracción lleva a los huéspedes en un vehículo de seis personas a través de encuentros con personajes de la serie de películas Cars. Los invitados luego compiten con otro vehículo a través de giros y colinas, terminando con un resultado de carrera aleatorio.

## Historia
La atracción, junto con el resto de la expansión de varios años de Disney California Adventure, fue anunciada el 17 de octubre de 2007. Sin embargo, la primera indicación de la atracción y la nueva tierra fue un arte conceptual publicado en la sección Dreaming del informe anual de 2006 de The Walt Disney Company. A finales de 2009, la construcción de la atracción y la tierra dentro de ella comenzó, y se terminó dos años y medio más tarde. En la presentación "¿Qué sigue?" en Disney California Adventure el 11 de junio de 2010, Imagineer Kathy Mangum dio un breve resumen de la historia de la atracción. Las pruebas de conducción comenzaron a principios de 2012 con aberturas suaves la primavera siguiente. El viaje se abrió oficialmente al público el 15 de junio de 2012 con tiempos de espera de hasta seis horas.
Radiator Springs Racers ocupó el segundo lugar en los Premios Golden Ticket de Amusement Today al mejor viaje nuevo para 2012.

## Paseo

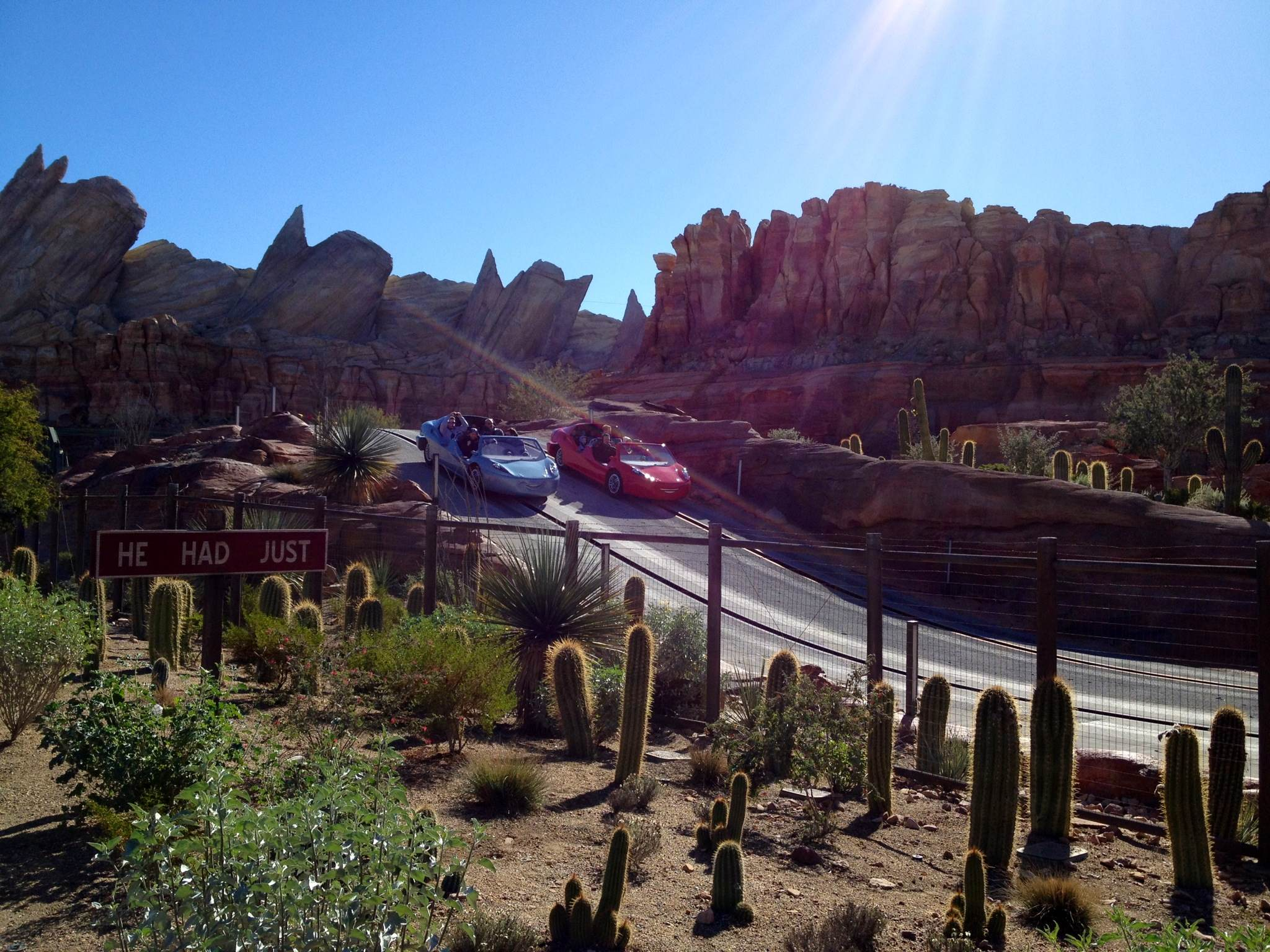
Autos rojos y azules que compiten uno al lado del otro.

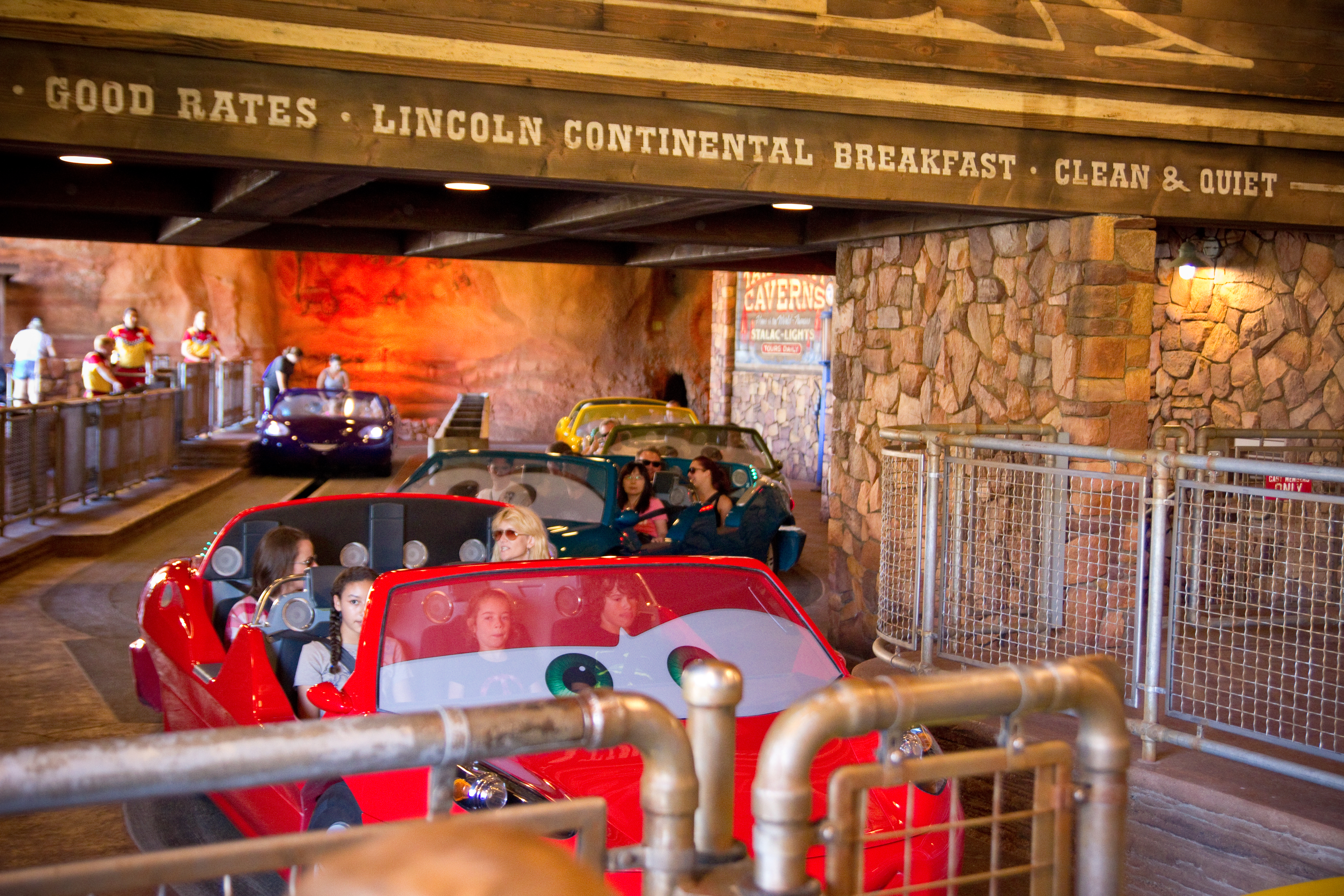
Auto esperando antes de la carrera.

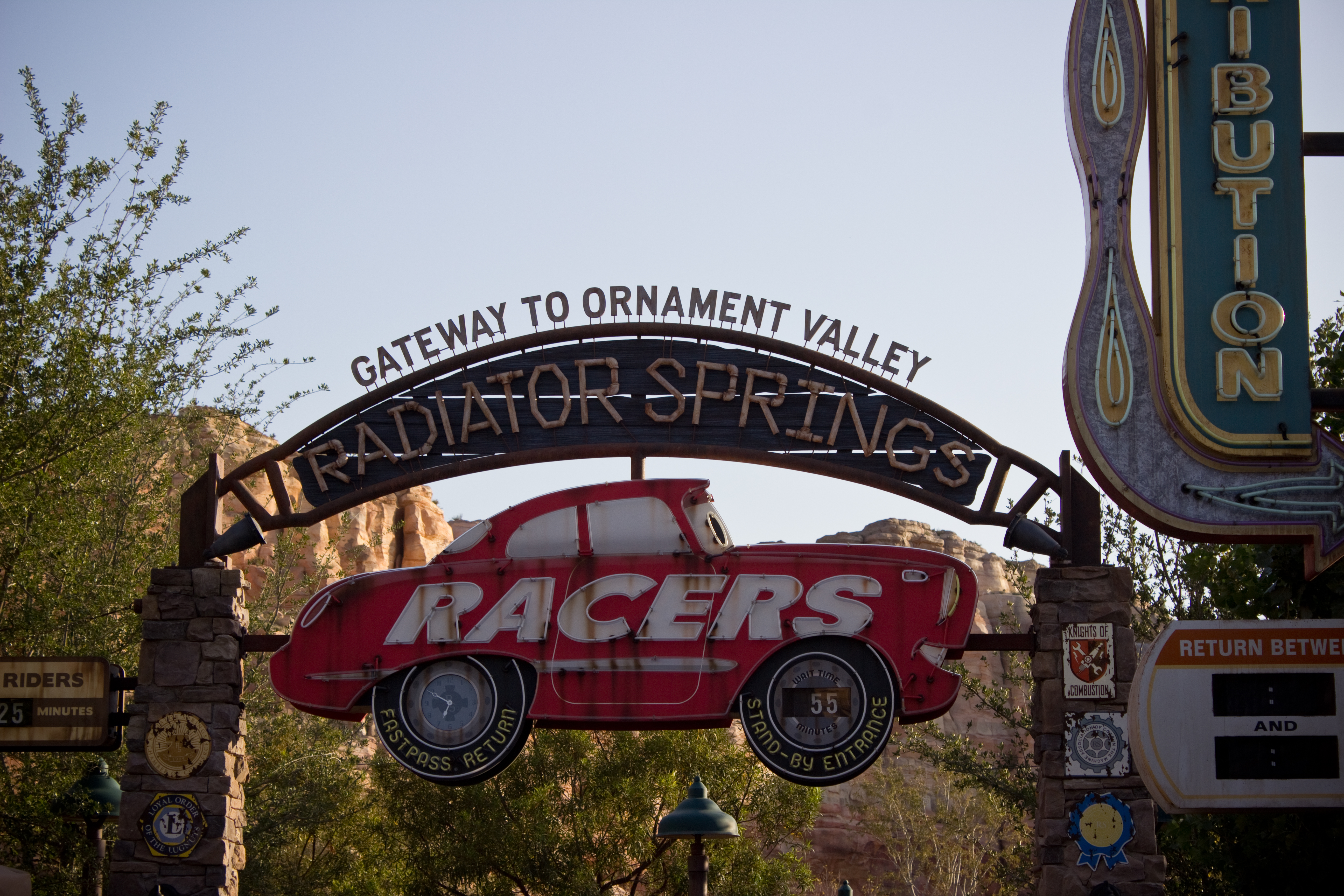
Señal de entrada

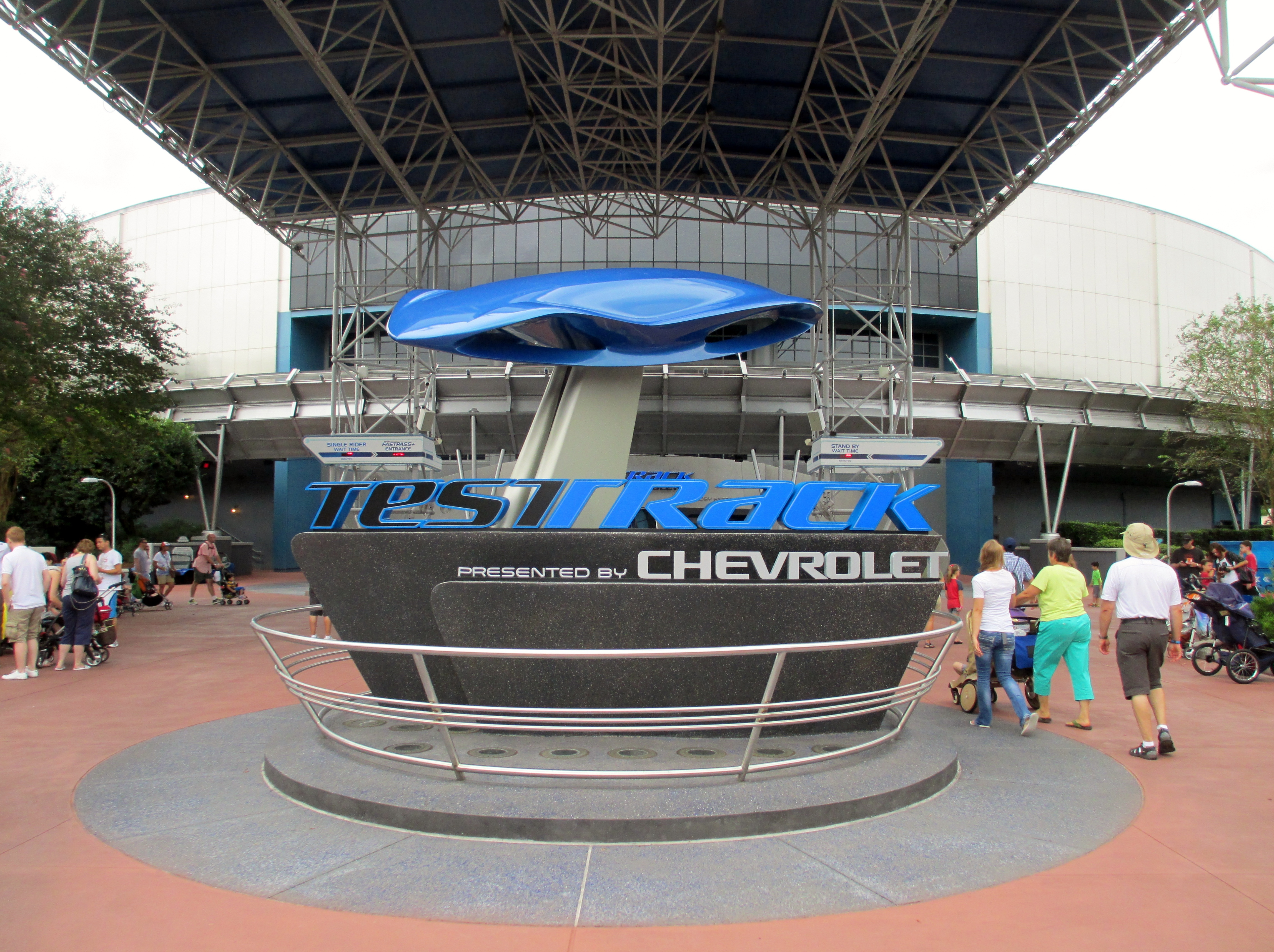
Test Track es el homónimo de la tecnología Test Track que Radiator Springs Racers incorporó.

La carpa de la atracción está montada en un gran arco cerca del tribunal de Radiator Springs. La cola pasa a través del arco y debajo de dos puentes antes de entrar en la parte "más antigua" de la ciudad, Stanley's Oasis, (Stanley fue el fundador de Radiador Springs) enclavado entre los acantilados de Ornament Valley. Después de pasar por tres de los primeros edificios de la ciudad, los huéspedes entran en la Cancha de Motor de las Cavernas Comfy, donde abordan un coche de carreras convertible y comienza la parte de paseo de la atracción.
Saliendo de la pista de motor, el vehículo conduce idílicamente a través de Ornament Valley. Luego entra en la parte oscura de la atracción mientras los huéspedes casi se encuentran con varios vehículos Audio-animatronic. Esto comienza con una colisión casi frontal con Mack (similar a una escena en la pista de pruebas original), seguido de casi faltas con Minny y Van, y por poco lo que se extiende sobre un paso a pie por delante de un tren de exceso de velocidad. A medida que el vehículo se desvía del camino, aparece Sheriff, advirtiendo a los invitados que "¡Desaceleren! ¡Aún no estás compitiendo!" y seguir a Mater a la ciudad para la gran carrera. En el camino, Mater toma los vehículos de paseo "tractor tipping", pero esto despierta a Frank la combinación, que persigue airadamente a los intrusos fuera de su granja. El vehículo luego vuelve a entrar en la ciudad y pasa Fillmore y Sarge, los huéspedes son recibidos por Rayo McQueen y Sally. En este punto, un interruptor automatizado en la pista dará lugar a una de las dos experiencias de conducción antes de alinearse en la línea de salida. Si el vehículo gira a la izquierda, recibe un cambio de neumáticos en casa Della Tires de Luigi y se alinea en la pista izquierda. Si el vehículo hace un giro a la derecha, obtiene una nueva capa de pintura en Ramone's House of Body Art y se alinea en el camino correcto. Doc Hudson, como "The Hudson Hornet'" se presenta como el nuevo jefe de tripulación de los invitados mientras ambos vehículos se detendn hasta la línea de salida. Una vez que ambos coches se han alineado, un entusiasta Luigi ondea la bandera para señalar el inicio de la carrera.
Ambos vehículos de conducción aceleran en pistas paralelas fuera de la cueva, en un segmento al aire libre que contiene colinas de conejos y giros de alta banca alrededor de las formaciones rocosas de Ornament Valley, con los vehículos alcanzando una velocidad máxima de 40 millas por hora (64,4 km/h). Durante un breve descenso por un banco inclinado, se toma una foto en el viaje. Uno de los dos vehículos (seleccionados al azar) llega a la línea de meta un poco antes, poniendo la carrera a su fin. La atracción concluye con un corto trayecto en coche a través de Taillight Caverns. Las cavernas de luz trasera es una cueva semi oscura llena de estalactitas brillantes. Aquí es donde McQueen y Mater felicitan a ambos vehículos en una gran carrera. Hay otro punto de conmutación donde los coches vuelven a la misma pista.